# Richville (Minnesota)
Richville és una població dels Estats Units a l'estat de Minnesota. Segons el cens del 2000 tenia 124 habitants.

## Demografia
Segons el cens del 2000, Richville tenia 124 habitants, 50 habitatges, i 33 famílies. La densitat de població era de 47,9 habitants per km².
Dels 50 habitatges en un 34% hi vivien nens de menys de 18 anys, en un 48% hi vivien parelles casades, en un 12% dones solteres, i en un 34% no eren unitats familiars. En el 30% dels habitatges hi vivien persones soles el 16% de les quals corresponia a persones de 65 anys o més que vivien soles. El nombre mitjà de persones vivint en cada habitatge era de 2,48 i el nombre mitjà de persones que vivien en cada família era de 3,06.
Per edats la població es repartia de la següent manera: un 27,4% tenia menys de 18 anys, un 8,1% entre 18 i 24, un 33,1% entre 25 i 44, un 17,7% de 45 a 60 i un 13,7% 65 anys o més.
L'edat mediana era de 37 anys. Per cada 100 dones de 18 o més anys hi havia 100 homes.
La renda mediana per habitatge era de 33.750 $ i la renda mediana per família de 42.813 $. Els homes tenien una renda mediana de 30.500 $ mentre que les dones 13.750 $. La renda per capita de la població era de 16.290 $. Entorn del 12,9% de les famílies i el 12,6% de la població estaven per davall del llindar de pobresa.

## Poblacions més properes
El següent diagrama mostra les poblacions més properes.